# Universidade de São Tomé e Príncipe
Die Universidade de São Tomé e Príncipe (portugiesisch für: ‚Universität von São Tomé und Príncipe‘, USTP) ist die erste staatliche Universität in São Tomé und Príncipe. Sie wurde 2014 in der Hauptstadt São Tomé gegründet.

## Geschichte
São Tomé und Príncipe war seit seiner Entdeckung 1471 portugiesische Kolonie. Bis zur Unabhängigkeit im Jahre 1975 gab es hier lediglich weiterführende Schulen, aber keine Hochschule.
Nachdem in den 1990er Jahren zwei polytechnische Hochschulen (Institutos Superiores, vergleichbar in etwa den deutschen Fachhochschulen) entstanden waren, eröffnete 2006 mit der örtlichen Niederlassung der portugiesischen Universidade Lusíada eine erste private Universität in São Tomé und Príncipe.

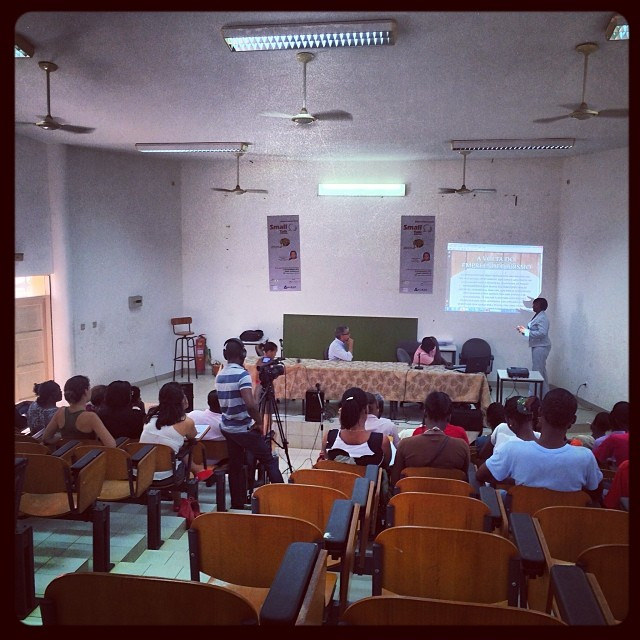
Vortrag im Februar 2014 über das Unternehmertum in einem Hörsaal des Instituto Superior Politécnico, heute eine Fakultät der USTP

Am 24. Juli 2014 gründete die Regierung São Tomé und Príncipes mit der USTP die erste staatliche Universität im Land. Rektor wurde der Mathematiker Peregrino Costa, von 1999 bis 2001 Kultur- und Bildungsminister. Die USTP soll auch die öffentlichen Studienkosten für Sãotomeser reduzieren, die bisher mit staatlichen Stipendien in Portugal, Brasilien, Mosambik, Marokko, Kuba, Russland oder Taiwan studieren mussten. Die Regierung São Tomés bat dabei die Regierungen von Portugal und Brasilien um dauerhafte Unterstützung der USTP in der Lehre und der Finanzierung.
Die Universität ist Mitglied der Associação das Universidades de Língua Portuguesa (AULP).
Im September 2014 stellte Rektor Costa die ersten vier Fachbereiche vor: die Wissenschaftliche Fakultät, die Erziehungs- und Kommunikationswissenschaftliche Fakultät, die Gesundheitswissenschaftliche Fakultät, und das Zentrum für Entwicklungsstudien. Die bisherige Fachhochschule Instituto Superior Politécnico ging dabei in der neuen Wissenschaftlichen Fakultät auf, während ihre Räume nun die neue Universität beherbergen.
Die Bildungsministerien von São Tomé und Príncipe und Portugal vereinbarten im April 2015 eine Zusammenarbeit, die vorsieht, dass portugiesische Universitäten auch in São Tomé und Príncipe Kurse und Abschlüsse anbieten können. Daraus ging im Oktober 2015 die weitreichende Zusammenarbeit der USTP mit der Universität Évora hervor. 85 Studenten sind an drei Lehrgängen der Universität Évora an der USTP eingeschrieben, die in Räumen der USTP und des Portugiesischen Kulturzentrums in São Tomé stattfinden.
2015 streikten die Studenten der jungen Universität aus Protest gegen fehlende wichtige Einrichtungen. Es sei lediglich theoretische Lehre möglich, ohne Labore, Computer und andere nötige Geräte zur praktischen Lehre. Auch eine Verbesserung der prekären Versorgung mit Trinkwasser und sanitären Einrichtungen auf dem Campus forderten die Studierenden.
Im September 2015 wurde die Schaffung einer Deutschabteilung an der UPSTP bekannt gegeben. Mit Unterstützung des Goethe-Instituts und des Deutschen Akademischen Austauschdienstes wurde der Lehrbetrieb am 18. Januar 2016 aufgenommen. Heute sind 25 Studentinnen und Studenten immatrikuliert. Die Absolventen dieses Studiengangs unterrichten an den weiterführenden Schulen des Landes derzeit ca. 800 Schüler in der deutschen Sprache, die in das offizielle Curriculum aufgenommen wurde. Die Leitung der Deutschabteilung der Universität liegt in den Händen von Frau Diana Jordao da Cruz. Sie wird wesentlich durch die gemeinnützige Dr. Stephan Knabe Stiftung finanziert.

## Struktur
Gegenwärtig umfasst die USTP folgende Fachbereiche:
- Centro de Aperfeiçoamento Técnico Agropecuário (CATAP, Agrarwissenschaftliche Fakultät)
- Escola de Formação de Professores e Educadores (EFOPE, Pädagogische Fakultät)
- Instituto de Ciências da Saúde “Victor Sá Machado” (ICS-VSM, Gesundheitswissenschaftliche Fakultät)
- Instituto Superior Politécnico (ISP) (Ingenieurwissenschaften, Mathematik, Biologie, Physik, Chemie, Sprachen, Geschichte, Tourismus, Verwaltung, Management, Öffentlichkeitsarbeit)